# Bruno Wechner
Bruno Wechner (ur. 1 lipca 1908 w Götzis, zm. 28 grudnia 1999 w Bregencji) – austriacki duchowny katolicki, biskup Innsbrucku 1954-1968 i Feldkirch 1968-1989.

## Życiorys
Święcenia kapłańskie otrzymał 26 lipca 1933.
31 grudnia 1954 papież Pius XII mianował go biskupem pomocniczym Innsbrucku. 12 marca 1955 z rąk biskupa Paulusa Ruscha przyjął sakrę biskupią. 
9 grudnia 1968 papież Paweł VI mianował go biskupem diecezjalnym Feldkirch. 21 stycznia 1989 na ręce papieża Jana Pawła II ze względu na wiek złożył rezygnację z zajmowanej funkcji.